# Categoría Preferente de la Comunidad de Madrid
De Categoría Preferente de Aficionados is een van de regionale divisies van de Preferente, de vijfde voetbaldivisie van Spanje. Het is de tweede Madrileense divisie en de Categoría Preferente de Aficionados bevindt zich in dat opzicht onder de Tercera División Grupo 7.
De Categoría Preferente de Aficionados bestaat uit 2 groepen: groep 1 en groep 2.

## Opzet
Er zijn 18 clubs die in een competitie tegen elkaar uitkomen. De nummers 1 en 2 promoveren direct naar Groep 7 van de Tercera División. De nummers 15, 16, 17 en 18 dalen af naar de Primera Aficionados van de Comunidad Madrid.

## Clubs in het seizoen 2008/2009

### Grupo 1
| Club               | Stad                       | Stadion                 | Opgericht | Website                                                                      |
| ------------------ | -------------------------- | ----------------------- | --------- | ---------------------------------------------------------------------------- |
| Alcalá B           | Alcalá de Henares          | Ciudad Deportiva        | --        | https://www.rsdalcala.com/                                                   |
| Alcobendas         | Alcobendas                 | Polideportivo Municipal | 1970      | https://web.archive.org/web/20090115202125/http://www.adalcobendas.com/      |
| Aravaca            | Aravaca (Madrid)           | Antonio Sanfín          | 1933      | https://web.archive.org/web/20081104040142/http://www.aravacacf.com/         |
| Colmenar Viejo     | Colmenar Viejo             | Alberto Ruíz            | 1966      | http://www.cdcolmenar.com/                                                   |
| Coslada            | Coslada                    | El Olivo                | 1972      | https://www.cdcoslada.es/                                                    |
| Loeches            | Loeches                    | Estadio Municipal       | 1968      | --                                                                           |
| Rayo Majadahonda B | Majadahonda                | Cerro del Espino        | 1976      | --                                                                           |
| Vicálvaro          | Vicálvaro (Madrid)         | Estadio de Vicálvaro    | 1928      | http://cdvicalvaro.webcindario.com/                                          |
| San Fernando       | San Fernando de Henares    | Santiago del Pino       | 1929      | https://web.archive.org/web/20090116204017/http://cdsanfernando.es/          |
| Torrejón           | Torrejón de Ardoz          | Las Veredillas          | 2002      | https://web.archive.org/web/20111124011749/http://www.adtorrejoncf.com/      |
| Unión Adarve       | Barrio del Pilar (Madrid)  | Vereda de Ganapanes     | 1992      | http://www.unionadarve.com/                                                  |
| Atlético Leones    | Guadarrama                 | Estadio Municipal       | 1958      | http://www.leonesdecastilla.com/                                             |
| Brunete            | Brunete                    | Los Arcos               | 1950      | https://web.archive.org/web/20090716160439/http://www.cdbruneteurbasevi.com/ |
| Galáctico Pegaso B | Tres Cantos                | La Foresta              | 1963      | https://web.archive.org/web/20081121111438/http://www.galacticopegaso.com/   |
| Montijo            | Madrid                     | Canódromo               | --        | --                                                                           |
| Gandarío Sanse     | San Sebastián de los Reyes | Dehesa Boyal            | 2001      | https://web.archive.org/web/20090101035940/http://www.gandario.com/          |
| Moratalaz          | Madrid                     | La Dehesa de Moratalaz  | 2006      | http://www.edmoratalaz.com/                                                  |
| Tres Cantos        | Tres Cantos                | La Foresta "B"          | 1997      | https://web.archive.org/web/20230611234627/https://www.trescantoscdf.es/     |

## Opzet
Er zijn 18 clubs die in een competitie tegen elkaar uitkomen. De nummers 1 en 2 promoveren direct naar Groep 7 van de Tercera División. De nummers 15, 16, 17 en 18 dalen af naar de Primera Aficionados van de Comunidad Madrid.

## Clubs in het seizoen 2008/2009

### Grupo 2
| Club                 | Stad                  | Stadion               | Opgericht | Website                                                                          |
| -------------------- | --------------------- | --------------------- | --------- | -------------------------------------------------------------------------------- |
| Alcorcón B           | Alcorcón              | Santo Domingo         | 1971      | http://www.adalcorcon.com                                                        |
| Arganda              | Arganda del Rey       | Estadio Municipal     | 1964      | --                                                                               |
| Arroyomolinos        | Arroyomolinos         | La Dehesa             | 1993      | https://web.archive.org/web/20081221045011/http://www.udarroyomolinos.es/        |
| Aviación             | Madrid                | Pedro Vives           | 1970      | --                                                                               |
| Colmenar de Oreja    | Colmenar de Oreja     | Estadio Municipal     | 1976      | http://www.cdcolmenar.com/                                                       |
| Griñón               | Griñón                | Estadio Municipal     | --        | https://web.archive.org/web/20130526130729/http://cdgrinon.com/                  |
| Internacional        | Moraleja de Enmedio   | Dehesa de la Villa    | 2002      | https://web.archive.org/web/20160426131533/http://www.internacionaldemadrid.com/ |
| Fortuna              | Leganés               | Estadio Municipal     | 1969      | https://web.archive.org/web/20091207064154/http://cdfortuna.iespana.es/          |
| Orcasitas            | Madrid                | Asociación de Vecinos | 1960      | --                                                                               |
| Trival Valderas      | Alcorcón              | La Canaleja           | 2004      | --                                                                               |
| Villarejo            | Villarejo de Salvanés | Estadio Municipal     | 1973      | --                                                                               |
| Villaverde           | Madrid                | Estadio Boetticher    | 1971      | http://ascudevi.iespana.es/                                                      |
| Colonia Moscardó     | Madrid                | Román Valero          | 1945      | --                                                                               |
| El Álamo             | El Álamo              | Facundo Rivas         | 1974      | --                                                                               |
| Humanes              | Humanes de Madrid     | Emilio Zazo           | 1951      | https://web.archive.org/web/20080521012556/http://www.cdhumanes.es/              |
| Villaviciosa de Odón | Villaviciosa de Odón  | Estadio Municipal     | 1971      | https://web.archive.org/web/20091207061920/http://advillaviciosa.iespana.es/     |
| Atlético Valdemoro   | Valdemoro             | Estadio Municipal     | 1966      | https://web.archive.org/web/20081205114212/http://www.clubatleticovaldemoro.es/  |
| Betis San Isidro     | Madrid                | Ernesto Cotorruelo    | 1931      | --                                                                               |